# NGC 7076
NGC 7076 est une nébuleuse planétaire située dans la constellation de Céphée. NGC 7076 a été découverte par l'astronome germano-britannique William Herschel en 1794.

## Observation
Avec une magnitude visuelle apparente de 13,5, on doit utiliser un télescope dont l'ouverture est d'au moins 350 mm pour l'observer.  

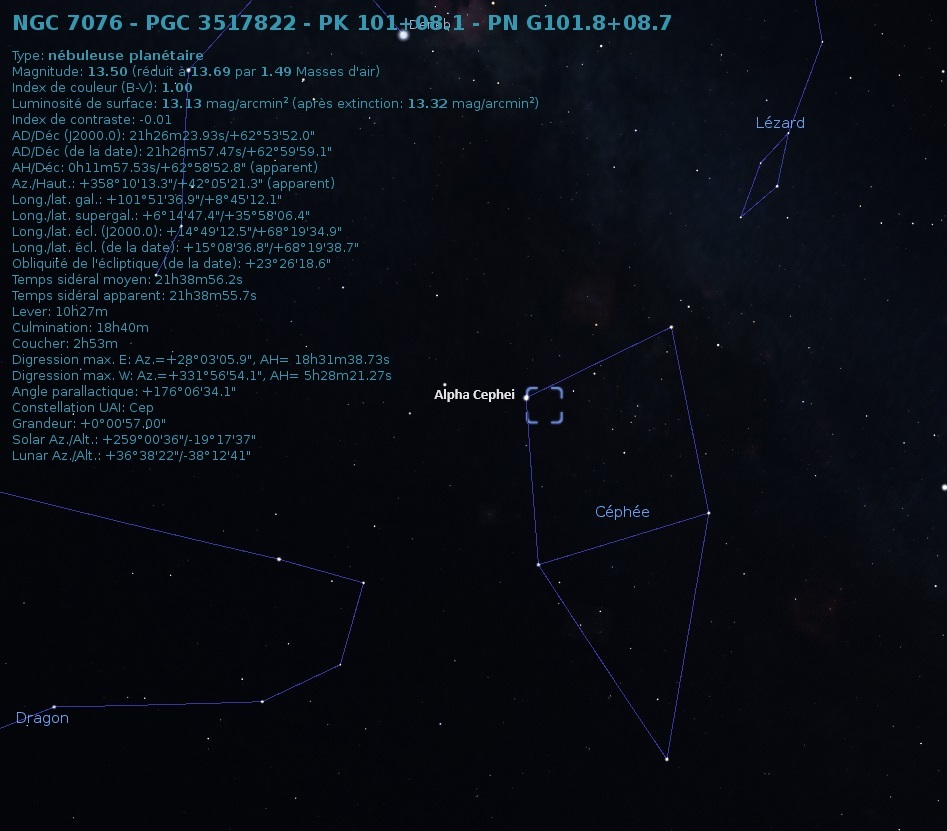
Localisation de NGC 7076 dans la constellation de Céphée (Stellarium).

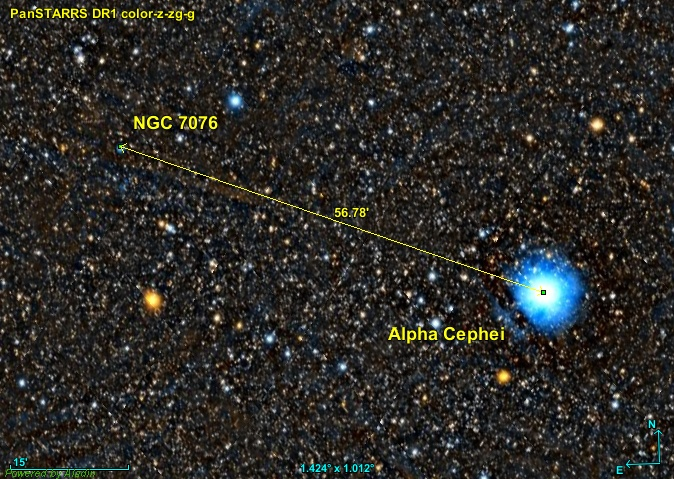
Position de NGC 7076 par rapport à Alpha Cephei.

La nébuleuse NGC 7076 est située près de Alpha Cephei, l'étoile la plus brillante de la constellation de Céphée, à seulement 57 minute d'arc au nord-est de celle-ci.

## Caractéristiques

### Distance, taille et vitesse
Deux distances très semblables sont indiquées sur la base de données Simbad : 1,886 ± 0,377 kpc (∼6 150 al) et environ 1 845 pc (∼6 020 al).
La vitesse de cette nébuleuse semble inconnue.
La taille apparente de la nébuleuse est de 0,93 minutes d'arc, ce qui, compte tenu de la distance et grâce à un calcul simple, équivaut à une taille réelle de 1,66 ± 0,33 al.

### Sa structure et son étoile centrale
Selon Freeman et ses collègues, cette nébuleuse elliptique est asymétrique et elle présente une structure interne visible ainsi qu'un halo externe.

### Étoile centrale et âge
Selon Freeman et ses collègues, la température de l'étoile centrale avoisine les 80 kK et l'âge de la nébuleuse est d'environ 5 000 ans.